# Guabiras
Carlos Henrique Santos da Costa  (1978), mais conhecido como Guabiras ou Carlos Henrique Guabiras, é um cartunista brasileiro. Desde 1998 trabalha no jornal O Povo e já publicou mais de 5 mil tiras em diversos jornais e revistas brasileiros abordando os mais variados assuntos.
O apelido Guabiras surgiu nos anos 1980, na escola. Ele desenhava muito rápido e sempre tinha vários colegas em volta olhando e dando sugestões, até que um colega o chamou de guabiru, também conhecido como ratazana cearense, por causa de seu ritmo de desenho. Com o tempo, o apelido "evoluiu" para Guabiras.
Guabiras cirou, entre outros, os personagens Zé de Aurim, Shinoba e Ferreirinha. Em 2018, criou o personagem Chuvisco, um gato inspirado em seu próprio bicho de estimação.
O cartunista participou de várias publicações coletivas, tais como Tarja Preta, Escape, Gibi Quântico e da edição brasileira da revista Mad. Também produz regularmente diversos fanzines., como o Under Crush, no qual Guabiras apresenta tiras cômicas e quadrinhos curtos, além de fotomontagens e resenhas de música. Outros fanzines do artista são Rockthock, Catarro, Ctrl Zine, Fiambre e Macarrão com Leite Moça, este último em parceria com o quadrinista Jefferson Portela.
Em 2021, Guabiras publicou o livro Como Sobrevivi à COVID-19 e Seus Amigos! (editora Draco), uma história em quadrinhos autobiográfica de 256 páginas na qual ele relata o período em que ficou internado no hospital por causa da doença, com detalhes sobre exames, medicamentos, comida, fisioterapia, reflexões etc. O livro foi viabilizado por financiamento coletivo através da plataforma Catarse.
Em 2015, Guabiras ganhou o Prêmio Esso de Jornalismo. Em 2017, ganhou o Prêmio Angelo Agostini de melhor cartunista.